# Circondario di Trapani
Il circondario di Trapani era uno dei tre circondari in cui era suddivisa la provincia di Trapani, esistito dal 1861 al 1927.

## Storia
Con l'Unità d'Italia (1861) la suddivisione in province e circondari stabilita dal Decreto Rattazzi fu estesa all'intera Penisola.
Il circondario di Trapani fu abolito, come tutti i circondari italiani, nel 1927, nell'ambito della riorganizzazione della struttura statale voluta dal regime fascista. Tutti i comuni che lo componevano rimasero in provincia di Trapani.

## Suddivisione
Nel 1863, la composizione del circondario era la seguente. Ogni mandamento era composto esclusivamente dal comune eponimo, fatta eccezione per quello di Paceco, che conteneva anche il comune di Xitta
1. Mandamento I di Favignana
2. Mandamento II di Marsala
3. Mandamento III di Monte San Giuliano
4. Mandamento IV di Paceco
5. Mandamento V di Pantelleria
6. Mandamento VI di Trapani